# Verkiezingen voor het Europees Parlement 2014/Kandidatenlijst/Partij voor de Dieren

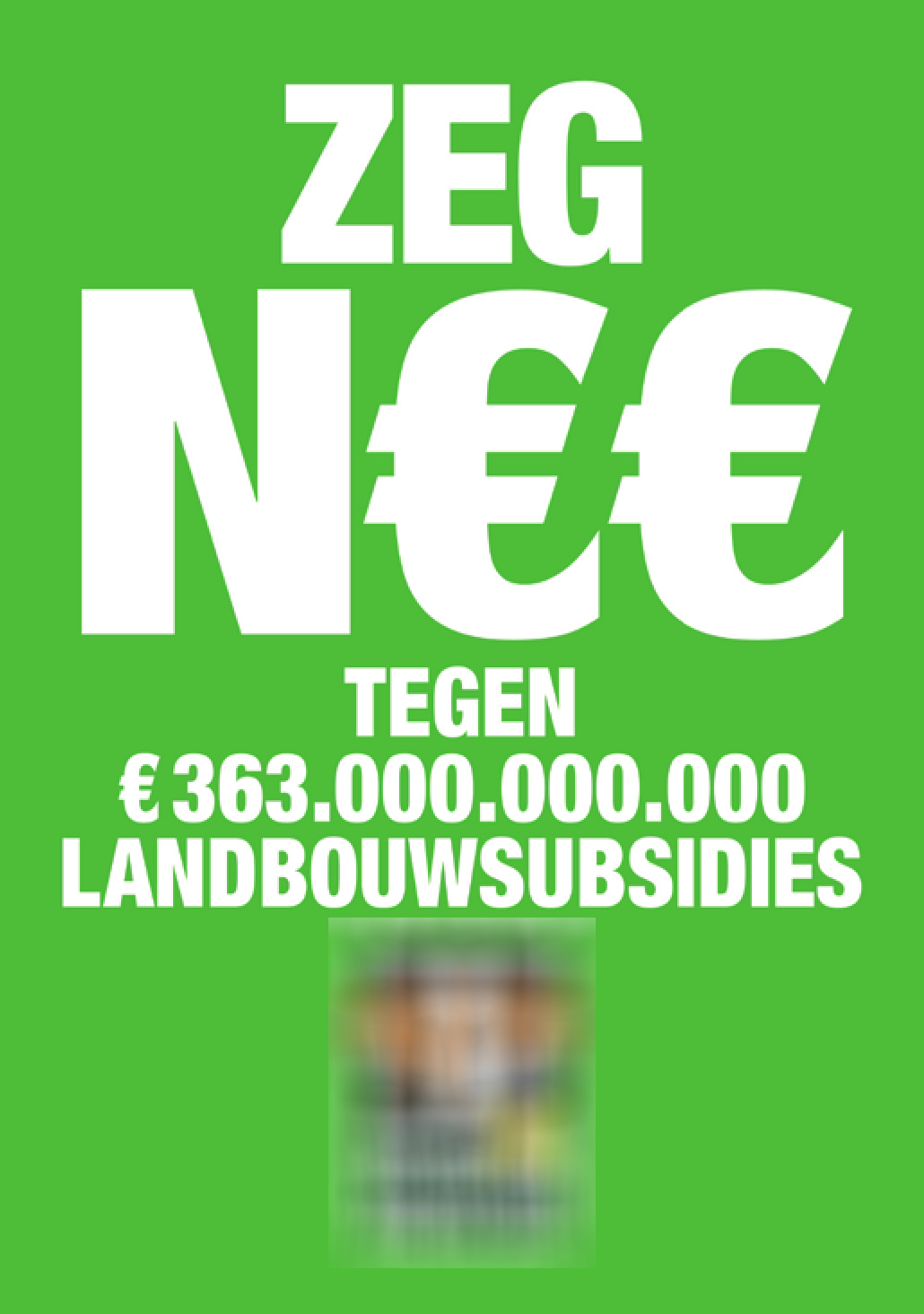
Campagneposter
Het logo is wegens auteursrechten hier aangepast

De kandidatenlijst voor de Europese Parlementsverkiezingen 2014 van de Partij voor de Dieren (lijstnummer 18) is na controle door de Kiesraad als volgt vastgesteld:
1. Hazekamp A.A.H. (Anja) (v), Alteveer
2. Cornelisse A.C. (Corinne) (v), Haarlem
3. Wassenberg F.P. (Frank) (m), Geleen
4. Van Raan L. (Lammert) (m), Amsterdam
5. Moleman P. (Pablo) (m), Amstelveen
6. Van der Veer L.R. (Luuk) (m), Apeldoorn
7. De Man D.A. (Daniëlle) (v), Amsterdam
8. Van der Wel M.C. (Marco) (m), Rijsbergen
9. Kelder G.J. (Gerjan) (m), Groningen
10. Teunissen C. (Christine) (v), 's-Gravenhage
11. Koffeman N.K. (Niko) (m), Vierhouten
12. Ouwehand E. (Esther) (v), Leiden
13. Thieme M.L. (Marianne) (v), Maarssen
14. Cruiming J.P. (Jan Peter) (m), Groningen
15. Terstall A.H. (Eddy) (m), Amsterdam
16. Nicolaï P. (Peter) (m), Amsterdam
17. Postma A. (Annemarie) (v), Oudehorne
18. Engelen E.R. (Ewald) (m), Amsterdam
19. Weijers G.P.P. (Guido) (m), Breda
20. Van Veen B. (Babette) (v), Soest
21. Siebelink J.G. (Jan) (m), Ede
22. Biesheuvel J.M.A. (Maarten), (m) Leiden
23. Van der Heijden A.F.T. (Adri), (m) Amsterdam
24. Van der Steen M.F. (Mensje) (v), Amsterdam
25. Cliteur P.B. (Paul) (m), Amsterdam
26. Newkirk l.E. (Ingrid) (v), Norfolk (US)
27. O'Hanlon R.D. (Redmond) (m), Witney (UK)

CDA-Europese Volkspartij · 
PVV (Partij voor de Vrijheid) ·
P.v.d.A./Europese Sociaaldemocraten ·
VVD ·
Democraten 66 (D66)-ALDE ·
GROENLINKS ·
SP (Socialistische Partij) ·
ChristenUnie-SGP ·
Artikel50 ·
IQ, de Rechten-Plichten-Partij ·
Piratenpartij ·
50PLUS ·
De Groenen ·
Anti EU(ro) Partij ·
Liberaal Democratische Partij ·
JEZUS LEEFT ·
ikkiesvooreerlijk.eu ·
Partij voor de Dieren ·
Aandacht en Eenvoud